# NGC 5974
NGC 5974 is een spiraalvormig sterrenstelsel in het sterrenbeeld Noorderkroon. Het hemelobject werd op 29 april 1827 ontdekt door de Britse astronoom John Herschel.

## Synoniemen
- UGC 9952
- MCG 5-37-10
- ZWG 166.25
- ARAK 482
- IRAS 15370+3155
- PGC 55694